# エステポナ
エステポナ（スペイン語: Estepona）は、スペイン・アンダルシア州マラガ県のムニシピオ（基礎自治体）。

## 由来
エステポナの名は、アラビア語のEstebbunaに由来する。また、アラブ、ローマ支配以前に一帯に住んでいたケルト人たちが崇拝した女神、エポナ(Epona)に由来するという説もある。

## 地理
肥沃な谷に広がるエステポナは、地中海に面し約23kmの海岸線を持つ。ベルメハ山地が市街の北部に伸び、その最高地点は1449mである。

### 気候
エステポナはコスタ・デル・ソルの他地域と同じく地中海性気候であり、夏季は頻繁に摂氏35度近くまで達するほど暑く、冬季は日中の最高気温が摂氏15度と穏やかである。年平均気温は摂氏18度程度である。年降水量は少なく、年間降水日は35日を下回る。
| エステポナ(1981-2010)の気候 | エステポナ(1981-2010)の気候 | エステポナ(1981-2010)の気候 | エステポナ(1981-2010)の気候 | エステポナ(1981-2010)の気候 | エステポナ(1981-2010)の気候 | エステポナ(1981-2010)の気候 | エステポナ(1981-2010)の気候 | エステポナ(1981-2010)の気候 | エステポナ(1981-2010)の気候 | エステポナ(1981-2010)の気候 | エステポナ(1981-2010)の気候 | エステポナ(1981-2010)の気候 | エステポナ(1981-2010)の気候 |
| 月                          | 1月                         | 2月                         | 3月                         | 4月                         | 5月                         | 6月                         | 7月                         | 8月                         | 9月                         | 10月                        | 11月                        | 12月                        | 年                          |
| --------------------------- | --------------------------- | --------------------------- | --------------------------- | --------------------------- | --------------------------- | --------------------------- | --------------------------- | --------------------------- | --------------------------- | --------------------------- | --------------------------- | --------------------------- | --------------------------- |
| 平均最高気温 °F             | 57.6                        | 60.4                        | 64.9                        | 72.1                        | 75.9                        | 82                          | 86.4                        | 86.9                        | 79                          | 72.7                        | 69.6                        | 61                          | 72.38                       |
| 日平均気温 °F               | 50.9                        | 55.9                        | 59.7                        | 63                          | 68.4                        | 73                          | 78.3                        | 77.5                        | 70                          | 65.5                        | 60.6                        | 64.6                        | 65.62                       |
| 平均最低気温 °F             | 44.2                        | 46.2                        | 50.7                        | 55.4                        | 62.4                        | 65.8                        | 68.4                        | 68.7                        | 62.6                        | 58.5                        | 53.4                        | 46.6                        | 56.91                       |
| 降水量 inch                 | 1.97                        | 1.85                        | 1.69                        | 1.38                        | 0.83                        | 0.63                        | 0.24                        | 0.24                        | 0.71                        | 0.87                        | 1.46                        | 1.69                        | 13.54                       |
| 平均最高気温 °C             | 14.2                        | 15.8                        | 18.3                        | 22.3                        | 24.4                        | 27.8                        | 30.2                        | 30.5                        | 26.1                        | 22.6                        | 20.9                        | 16.1                        | 22.43                       |
| 日平均気温 °C               | 10.5                        | 13.3                        | 15.4                        | 17.2                        | 20.2                        | 22.8                        | 25.7                        | 25.3                        | 21.1                        | 18.6                        | 15.9                        | 18.1                        | 18.68                       |
|                             | 6.8                         | 7.9                         | 10.4                        | 13.0                        | 16.9                        | 18.8                        | 20.2                        | 20.4                        | 17.0                        | 14.7                        | 11.9                        | 8.1                         | 13.84                       |
| 降水量 mm                   | 50                          | 47                          | 43                          | 35                          | 21                          | 16                          | 6                           | 6                           | 18                          | 22                          | 37                          | 43                          | 344                         |
| 平均月間日照時間            | 153                         | 161                         | 199                         | 218                         | 264                         | 284                         | 307                         | 297                         | 233                         | 202                         | 170                         | 142                         | 2,538                       |
| 出典：スペイン気象庁(AEMet) |                             |                             |                             |                             |                             |                             |                             |                             |                             |                             |                             |                             |                             |

## 歴史

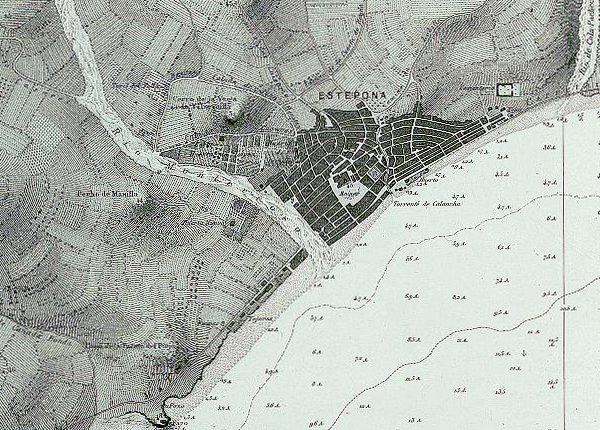
19世紀に描かれたエステポナ

燧石やドルメンが発見されており、先史時代から人が定住していたことが証明されている。その起源については後世に様々な議論がなされているが、天然港を持つイベリア人の都市の存在にあるとみられている。現在は堆積してしまったが、イベリア人のオッピドゥム・Saldubaが現在のエステポナ近郊にあったとされる。しかし近年になってエステポナ中心部でローマ時代の遺跡が見つかっている。これは防衛上だけでなく、塩の産出という産業目的でローマのヴィッラがあったことになる。
イスラム支配初期には、この地にAl-extebunnaという名の要塞があった。都市の名称として最も古い記録である。
1342年、エステポナ沖合いで30隻のガレー船が戦った海戦が起きた。ジェノヴァ共和国の支援を受けたアラゴン王国とカスティーリャ王国の艦隊が最終的に勝利した。
イスラム支配時代の15世紀、エステポナ住民はエンリケ4世への納税を拒否し、最終的にはキリスト教徒を襲撃するようになった。1456年から翌年にかけ、エステポナの市街と城がカスティーリャに征服された。レコンキスタ時代、海岸線の防衛のため新たな市街を建設することになり、旧市街や要塞は破壊された。カトリック両王時代とその後のフアナ女王時代はエステポナはマルベーリャに合併され、この状態はフェリペ5世時代まで続いた。15世紀から19世紀まで人口が増加し続けた。その伸びは過去2世紀間、20世紀後半まで安定し、その後急激に増加している。

## 経済
近年まで漁業と農業が中心であった。農産品は大半が、アンダルシア有数の歴史を持つエステポナ農業協同組合を通じて市場に出されている。野菜、特にレモンやアボカドが知られる。漁業ではイワシやアンチョビが水揚げされる。
1980年代からは観光、特に滞在型観光が急激に伸びた。多くの外国人観光客が増え、地元経済やインフラの改善を助けている。

## 交通
- バス - 近郊のマルベーリャやラ・リネア・デ・ラ・コンセプション間をバスが走る。
- 海上交通 - 漁港とマリーナがあるが、フェリーは運航されていない。